# François-Joseph Navez

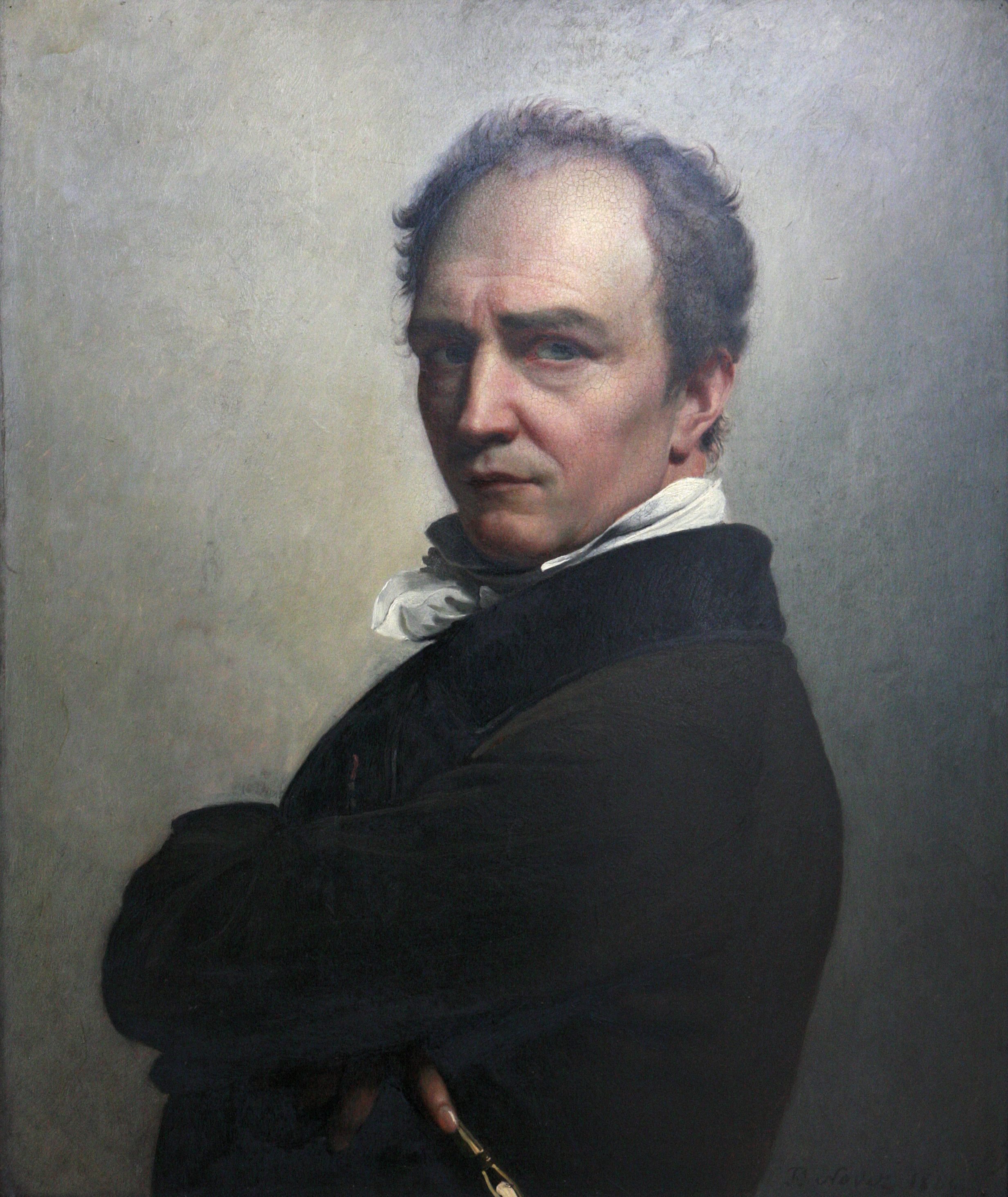
François-Joseph Navez, självporträtt.

François-Joseph Navez, född 1787 i Charleroi, död 1869 i Bryssel, var en belgisk målare.
Navez var först elev till Pierre Joseph Célestin François och studerade därefter i Paris under Jacques-Louis David samt sedan i Rom. Han inledde en förnyelse inom det belgiska måleriet genom sin omfattande verksamhet som porträtt-, genre-, och historiemålare i nyantikens plastiska stil. 
Bland hans huvudarbeten märks Familjen Hemptinne, ett porträtt av Jacques-Louis David, Hagar i öknen. Många av hans främsta verk finns på museet i Bryssel, men han är även bland annat representerad på konstmuseerna i Amsterdam, Berlin och München.